# オセアノ・ダ・クルス
オセアノ・ダ・クルス（Oceano da Cruz, 1962年7月29日 - ）は、カーボベルデ・サン・ヴィセンテ島出身の元ポルトガル代表の元サッカー選手。ポジションはMF。現在はサッカー指導者。

## 経歴

### 現役時代
カーボベルデのサン・ヴィセンテ島に生まれると、子供の頃に家族と共にポルトガルへ移住し、アルマダACのユースで育った。1980年に同クラブでプロデビューを果たすとCDナシオナルを経て、1984-85シーズンにスーペル・リーガの名門スポルティングCPへ入団した。
スポルティングでは移籍1年目から退団する7シーズンの間にレギュラーとしてプレー。1991年、同僚のカルロス・シャヴィエルと共にスペインのレアル・ソシエダへと移籍。またそこでは、かつてスポルティングで指導を受けたジョン・トシャック監督と再会した。
1994年にシャヴィエルと共にスポルティングに復帰すると、オセアノの方は1997-98シーズンほぼ36歳の時に退団するまでの間をレギュラーとして過ごす中、1995年にタッサ・デ・ポルトガルのタイトルを1度獲得した。その後、フランスのトゥールーズFCに移籍し1999年に引退した。

### 引退後
引退後は、複数のテレビ局でスポーツ解説者として活動。2011年3月初期にジョゼ・コウセイロ新監督の下、コーチングスタッフとしてキャリアの大半を過ごしたスポルティングCPに戻った。その1年後に、スポルティング時代の同僚ジョゼ・ドミンゲスの誘いで、UDレイリアのコーチに就任した。
2012-13シーズンに再びスポルティングへ戻り、2部を戦うBチームの監督に就任。2012年10月4日、トップチームの監督を務めるリカルド・サ・ピントが解任されたため、正式に次の監督が見つかるまで暫定監督としてチームを率いることになった。監督として4試合を指揮するも国内リーグのFCポルト戦 (0-2) 、国内カップのモレイレンセFC戦 (2-3) 、UEFAヨーロッパリーグ・グループリーグのKRCヘンク戦 (1-2) とアウェー3連戦を3連敗し、最後の試合となった2012年10月29日のアカデミカ・コインブラとのリーグ戦で0-0とようやく引き分けた。

## 代表
1985年1月30日、2-3で敗北したルーマニアとの親善試合でデビューすると、13年後の0-3で敗北したイングランド戦までの間にポルトガル代表として54試合8ゴールを記録。90年代からレギュラーとして起用され、UEFA EURO '96の準々決勝進出に貢献した。
2008年7月にカルロス・ケイロスがポルトガル代表監督へ就任したことに伴い、技術スタッフとして招かれ、ジョゼ・アルベルト・コスタと共にスカウティング部門で働いた。2009年8月にルイ・カサドールの後を引き継ぎ、U-21代表監督に就任。監督として初めての試合となった11日の北アイルランド戦は2-1で勝利した。その後、UEFA U-21欧州選手権2011に出場できなかったため解任された。

## 所属クラブ
- アルマダAC（ポルトガル語版）1980-1982
- CDナシオナル 1982-1984
- スポルティング・クルーベ・デ・ポルトゥガル 1984-1991
- レアル・ソシエダ 1991-1994
- スポルティング・クルーベ・デ・ポルトゥガル 1994-1998
- トゥールーズFC 1998-1999